# Otto Wolters (Theologe)
Otto Ludwig Siegmund Wolters (* 17. Dezember 1796 in Hamburg; † 14. Mai 1874 ebenda) war ein deutscher lutherischer Theologe und Geistlicher.

## Leben
Wolters war Sohn des Predigers Michael Wolters (1754–1844) sowie ein Neffe des Hamburger Ratsherrn Andreas Christian Wolters. Wolters besuchte zunächst die Knabenschule Runge in Hamburg. 1810 wechselte er an die Gelehrtenschule des Johanneums, an der er unter dem Einfluss Johann Gottfried Gurlitts stand. Dort freundete er sich auch mit dem späteren Bürgermeister Heinrich Kellinghusen und dem Prediger Johann John an. 1815 ging er an das Akademische Gymnasium und von dort ein Jahr darauf an die Universität Göttingen zum Studium der Theologie. 1817 setzte er sein Studium, wie Gurlitt versprochen, an der Universität Leipzig fort, wechselte allerdings nach einem Semester an die Universität Jena.
Wolters kehrte nach Hamburg zurück und bestand im Dezember 1819 das Kandidatenexamen „mit großer Auszeichnung“. Er wurde danach Lehrer am Johanneum und 1823 Diakonus an der Hauptkirche Sankt Katharinen. Am 1. Dezember 1844 folgte seine Wahl zum Hauptpastor an der Katharinenkirche. In dieser Funktion gehörte auch die Prüfung der Predigerkandidaten sowie die Ausbildung der Gymnasiasten zu seinen Aufgaben. Zu seinem Predigerjubiläum am 28. September 1863 ernannte ihn die Theologische Fakultät der Universität in Göttingen, vertreten durch seinen Schüler Ludwig Duncker, zum Dr. theol. Bei seinem fünfzigjährigen Predigerjubiläum war er bereits an einer Lungenkrankheit erkrankt. Er nahm daher auch nicht die Wahl zum Senior des Hamburger Ministeriums an.
Zu den Söhnen Wolters zählen der Pastor bei St. Petri und Theologe Karl Johann Wilhelm Wolters (1832–1907) sowie der Opernsänger Otto Ludwig Wolters (1836–1906).

## Werke (Auswahl)
- Betrachtungen über die sieben letzten Worte des sterbenden Erlösers, Hamburg 1828.
- Vier Advents-Predigten, Hamburg 1832.
- Zehn Predigten über die neuen Evangelien, Hamburg 1843.
- Ist die Bibel wirklich ein Volksbuch, 31. Jahresbericht der Bibel-Gesellschaft Altona, Altona 1846.